# Roger Dusseaulx
Roger Armand Dusseaulx (* 18. Juli 1913 in 12. Arrondissement, Paris; † 28. Mai 1988 in Rosay-sur-Lieure, Département Eure) war ein französischer Politiker der Mouvement républicain populaire (MRP), der Union pour la Nouvelle République (UNR) sowie zuletzt der Union des démocrates pour la République (UDR), der unter anderem Mitglied der Nationalversammlung sowie 1962 erst Beigeordneter Minister beim Premierminister für Beziehungen zum Parlament sowie im Anschluss Minister für öffentliche Arbeiten und Verkehr war.

## Leben

### Vierte Republik

#### Résistancekämpfer und Mitglied der Provisorischen Nationalversammlung
Dusseaulx, der aus einer Handwerkerfamilie aus dem 12. Arrondissement von Paris stammte, war nach Schulausbildung und Studium zunächst als Agrar-Ingenieur tätig, arbeitete danach aber als Versicherungsmakler und Rechtsberater. Während des Zweiten Weltkrieges engagierte er sich in der Widerstandsbewegung Résistance gegen die deutsche Besatzungsmacht und wurde für seinen Einsatz mit der Médaille de la Résistance ausgezeichnet.
Am 21. Oktober 1945 wurde Dusseaulx für die 1944 von Georges Bidault gegründete Mouvement républicain populaire (MRP) zum Mitglied der Nationalversammlung gewählt und gehörte dieser als Vertreter des Département Seine-Inférieure bis zum 26. Juli 1951 an. Die Nationalversammlung bestand vom 21. Oktober 1945 bis zum 27. November 1946 als provisorische Verfassungsgebende Nationalversammlung (Assemblée nationale constituante), deren erste Legislaturperiode bis zum 10. Juni 1946 lief. In dieser ersten Wahlperiode war er Mitglied des Wirtschaftsausschusses (Commission des affaires économiques) und des Presseausschusses (Commission de la presse). In der zweiten Legislaturperiode 1946 der Verfassungsgebenden Nationalversammlung wurde er am 2. Juni 1946 Mitglied des Finanzausschusses (Commission des finances) sowie des nunmehrigen Ausschusses für Wirtschaft, Zölle und Handelsbedingungen (Commission des affaires économiques, des douanes et des conventions commerciales). 

### Abgeordneter der Nationalversammlung
Nach der Wahl zur ersten Nationalversammlung wurde er am 10. November 1946 wieder Mitglied des Finanzausschusses, dessen Sekretär er 1950 wurde. Bei der Wahl vom 26. Juli 1951 erlitt Dusseaulx nach einer intensiv im Parlament diskutierten Entscheidung der Wahlkommission eine knappe Niederlage, so dass er sein Mandat in der Nationalversammlung verlor und Jean Lecanuet stattdessen Mitglied der Nationalversammlung wurde. Als Entschädigung wurde er selbst stattdessen am 12. Juli 1952 Mitglied der Parlamentarischen Vertretung der Union française, die die Interessen der Überseegebiete und damals noch bestehenden Kolonien vertrat. Dieser Versammlung gehörte er bis zu deren Auflösung bei Gründung der Fünften Republik am 4. Oktober 1958 an. Während dieser Zeit war er zwischen 1954 und 1958 Vorsitzender des Wirtschaftsausschusses dieser Versammlung.

### Fünfte Republik

#### Abgeordneter, Staatssekretär und Minister
Im Anschluss wurde Dusseaulx bei den Wahlen vom 23. und 30. November 1958 im Wahlkreis Département Seine-Maritime Nr. 1 zum Mitglied der ersten Nationalversammlung der Fünften Republik gewählt, der er bis zum 15. Mai 1962 angehörte. Er schloss sich der Fraktion der Union pour la Nouvelle République (UNR) an und wurde Mitglied des Ausschusses für Finanzen, allgemeine Wirtschaft und Planung (Commission des finances, de l’économie générale et du Plan). Zugleich war er von März 1959 bis 1965 Vize-Bürgermeister von Rouen. Daneben war er vom 8. Juli 1959 bis zum 16. März 1961 Mitglied des Senats der aus der Union française hervorgegangenen Communauté française und gehörte bis Januar 1960 dessen Direktionsausschuss für Hilfsfonds und Zusammenarbeit an. 
Im Frühjahr 1961 löste er Jacques Richard als Generalsekretär der UNR ab und bekleidete diese parteipolitische Funktion bis zu seiner Ablösung durch Louis Terrenoire im Mai 1962. Als Nachfolger von Georges Jonquais von der Parti communiste français (PCF) wurde er darüber hinaus 1961 Mitglied des Generalrates des Département Seine-Maritime und vertrat in diesem bis zu seiner Niederlage bei den Wahlen 1967 gegen den PCF-Kandidaten Jean Malvasio den Kanton Rouen-4.
Am 15. April 1962 übernahm Dusseaulx sein erstes Regierungsamt, und zwar als Beigeordneter Minister beim Premierminister für Beziehungen zum Parlament (Ministre délégué auprès du Premier ministre pour les relations avec le Parlement) im ersten Kabinett Pompidou. Diese Funktion bekleidete er bis zum 16. Mai 1962 und übernahm dann im Rahmen einer Kabinettsumbildung von Robert Buron das Amt des Ministers für öffentliche Arbeiten und Verkehr (Ministre des travaux publics et des transports), das er bis zum 28. November 1962 innehatte.

#### Wiederwahlen in die Nationalversammlung

##### Wahlen 1962
Bei den Wahlen vom 25. November 1962 wurde Dusseaulx am 25. November 1962 für die gemeinsame Liste der UNR-UDT wieder zum Mitglied der Nationalversammlung gewählt und vertrat in dieser bis zum 1. April 1973 das Département Seine-Maritime.
Nachdem er nicht in ein Regierungsamt berufen worden war, wurde er während dieser Zeit im Dezember 1962 Vorsitzender der UNR-UDT-Fraktion in der Nationalversammlung und verblieb in dieser Position bis zu seiner Ablösung durch Henri Rey im April 1963. Daneben war er in der zweiten Legislaturperiode von Dezember 1962 bis Januar 1963 Mitglied des Ausschusses für Verfassungsrecht, Gesetzgebung und allgemeine Verwaltung der Republik (Commission des lois constitutionnelles, de la législation et de l’administration générale de la République) und danach bis Mai 1963 des Auswärtigen Ausschusses (Commission des affaires étrangères), ehe er von April 1964 bis Juni 1965 Mitglied des Ausschusses für Produktion und Handel (Commission de la Production et des échanges) war. Nach einer erneuten Mitgliedschaft im Auswärtigen Ausschuss zwischen Juni 1965 und April 1966 wurde er im April 1966 abermals Mitglied des Ausschusses für Finanzen, allgemeine Wirtschaft und Planung.

##### Wahlen 1967 und 1968 und Wahlniederlage 1973
Dusseaulx wurde für die Union des Démocrates pour la Ve République (UDR) am 12. März 1967 als Mitglied der Nationalversammlung wiedergewählt und gehörte während der dritten Legislaturperiode als Mitglied des Ausschusses für Kultur, Familien und Soziales (Commission des affaires culturelles, familiales et sociales) an.
Nach der vorzeitigen Auflösung der Nationalversammlung aufgrund der Unruhen im Mai 1968 kandidierte er bei den Wahlen am 23. Juni 1968 für die Union pour la défense de la République (UDR) und lag im ersten Wahlgang im Wahlkreis Département Seine-Maritime Nr. 1 mit 41,3 Prozent der Stimmen vor Jean Lecanuet (26,2 Prozent) und dem Kandidaten der PCF, Victor Blot (23,9 Prozent). Im zweiten Wahlgang am 30. Juni 1968 konnte er sich mit 63,5 Prozent deutlich gegen Blot durchsetzen. Nach der Konstituierung der Nationalversammlung gehörte er in der vierten Legislaturperiode zwischen 1968 und 1973 wieder dem Ausschuss für Finanzen, allgemeine Wirtschaft und Planung als Mitglied an. Darüber hinaus wurde er im April 1971 zum Mitglied des Obersten Rates für Hochschulausbildung und Forschung (Conseil supérieur de l’enseignement supérieur et de la recherche) berufen.
Bei den Wahlen 1973 kandidierte Dusseaulx erneut im Wahlkreis Département Seine-Maritime Nr. 1. Im ersten Wahlgang am 4. März 1973 lag er mit 24,2 Prozent der Wählerstimmen allerdings hinter Jean Lecanuet, auf den 36,3 Prozent entfielen, während der PCF-Kandidat Victor Blot wieder Drittplatzierter wurde. Daraufhin verzichtete er auf eine Kandidatur im zweiten Wahlgang am 11. März 1973, den Lecanuet mit 62,2 Prozent der Stimmen vor Blot für sich entscheiden konnte.
Daraufhin zog sich Dusseaulx zunächst weitgehend aus dem politischen Leben zurück, ehe er im Dezember 1979 zum Mitglied des Wirtschafts- und Sozialrates der Region Haute-Normandie ernannt wurde. Am 28. Mai 1988 beging er Suizid.